# Spata (Ahaia)
Spata  este un oraș în Grecia în Prefectura Ahaia.